# Katolička Crkva u Burkini Faso
Katolička Crkva u Burkini Faso je vjerska zajednica u Burkini Faso, dio opće Katoličke Crkve u punome zajedništvu s rimskom kurijom i papom, trenutačno Franjom.

## Organizacija
Računa se da oko 10% stanovništva pripada Katoličkoj Crkvi. Najveća biskupija Ouagadougou broji 497.540 katolika. Slijedi biskupija Koudougou s 259.634 i nadbiskupija Koupéla s 257.103 katolika.
Predsjedatelj Biskupske konferencije Burkine Faso i Nigera je nadbiskup Séraphin François Rouamba. Kardinala Paula Zoungrana, nadbiskupa Ouagadougoua, papa Pavao VI. imenovao je prvim kardinalom Burkine Faso 1965. godine. Apostolski je nuncij u Burkini Faso nadbiskup Vito Rallo. 
Papa Ivan Pavao II. posjetio je Burkinu Faso 1980. i 1990. godine.
Katolička je crkva u Burkini Faso podijeljena u tri nadbiskupije i jedanaest pripadajućih sufraganskih biskupija.

## Popis biskupija
- Nadbiskupija Bobo-Dioulasso
  - Dijeceza Banfora
  - Dijeceza Dédougou
  - Dijeceza Diébougou
  - Dijeceza Gaoua
  - Dijeceza Nouna
- Nadbiskupija Koupéla
  - Dijeceza Dori
  - Dijeceza Fada N’Gourma
  - Dijeceza Kaya
  - Dijeceza Tenkodogo
- Nadbiskupija Ouagadougou
  - Dijeceza Koudougou
  - Dijeceza Manga
  - Dijeceza Ouahigouya